# Paul McGill (skådespelare)
För andra betydelser, se Paul McGill.
Paul Edwin McGill III, född 3 september 1987 i Pittsburgh i Pennsylvania, är en amerikansk skådespelare, koreograf och regissör inom teater, film och TV. Han debuterade som 17-åring år 2004 i musikalen La Cage aux folles på Broadway, samtidigt som han gick andra året på gymnasiet (i USA kallat high school). Han fick sedan rollen som Mark i den andra musikalen A Chorus Line (även den på Broadway), och filmdebuterade därefter i dokumentärfilmen Man on Wire, där han spelade rollen som Philippe Petit.
McGill gick på Professional Performing Arts School i New York, där en av hans klasskamrater var vännen och den senare skådespelarkollegan Paul Iacono. De skulle senare komma att spela mot varandra i nyinspelningen av filmen Fame år 2009.

## Filmografi (i urval)
| År   | Titel       | Roll           | Regissör         |
| ---- | ----------- | -------------- | ---------------- |
| 2008 | Man on Wire | Philippe Petit | James Marsh      |
| 2009 | Fame        | Kevin          | Kevin Tancharoen |

| År   | Titel      | Roll    | Noter                       |
| ---- | ---------- | ------- | --------------------------- |
| 2010 | Victorious | Luke    | Avsnittet "Tori the Zombie" |
| 2013 | Smash      | Dansare | Säsong 2                    |